# Eugen de Haën

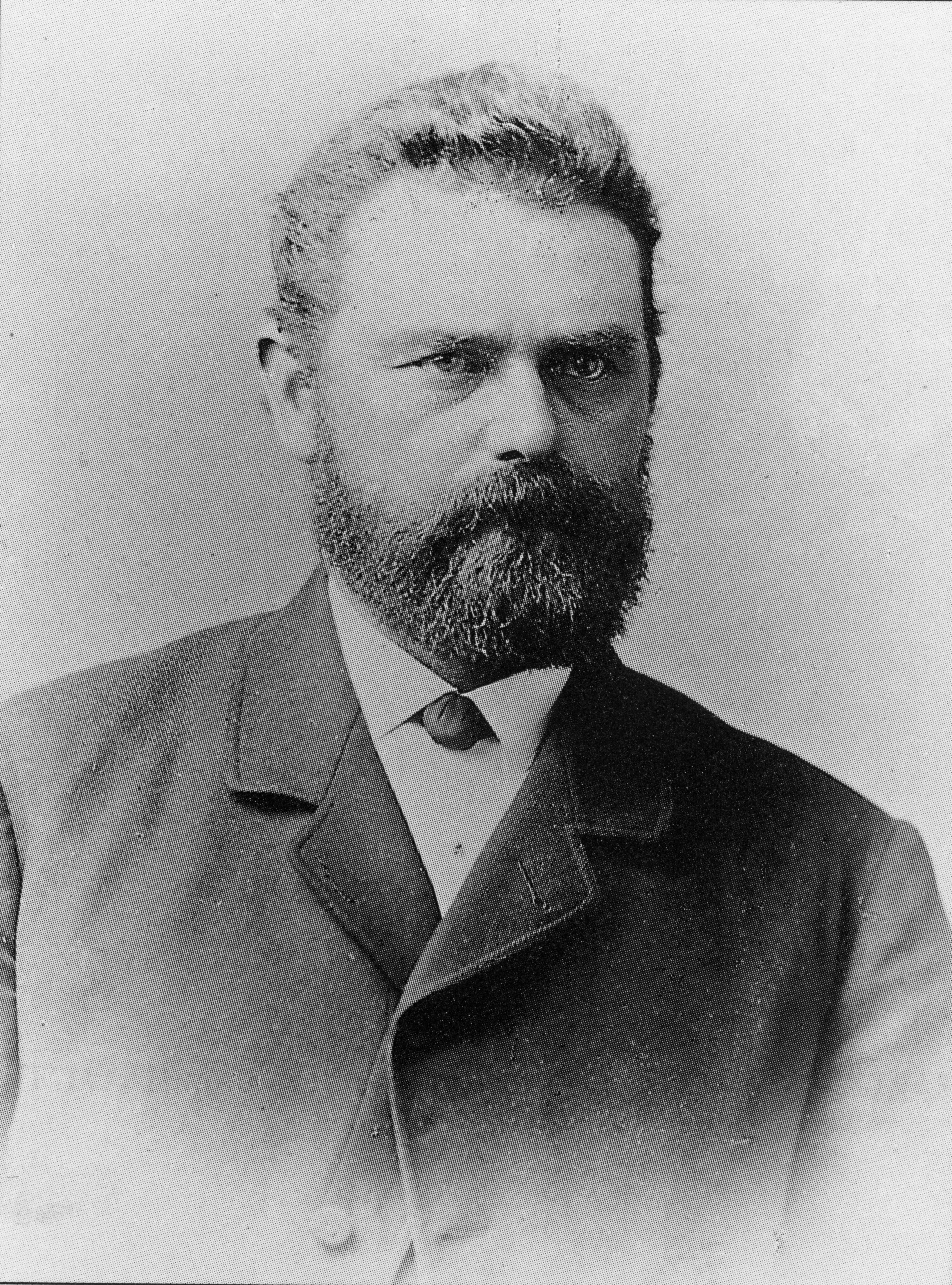
Eugen de Haën

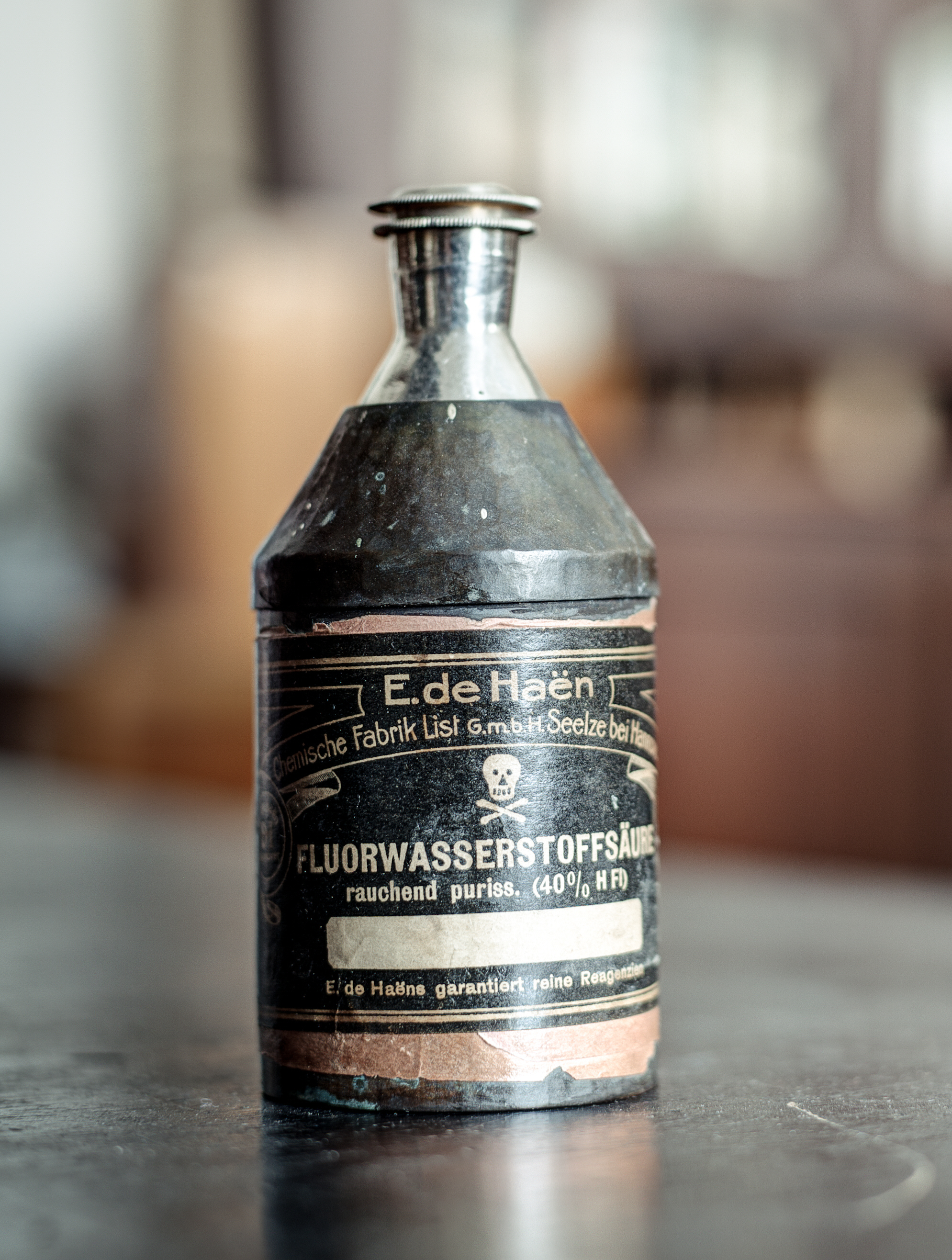
Spezialität des Unternehmens de Haën

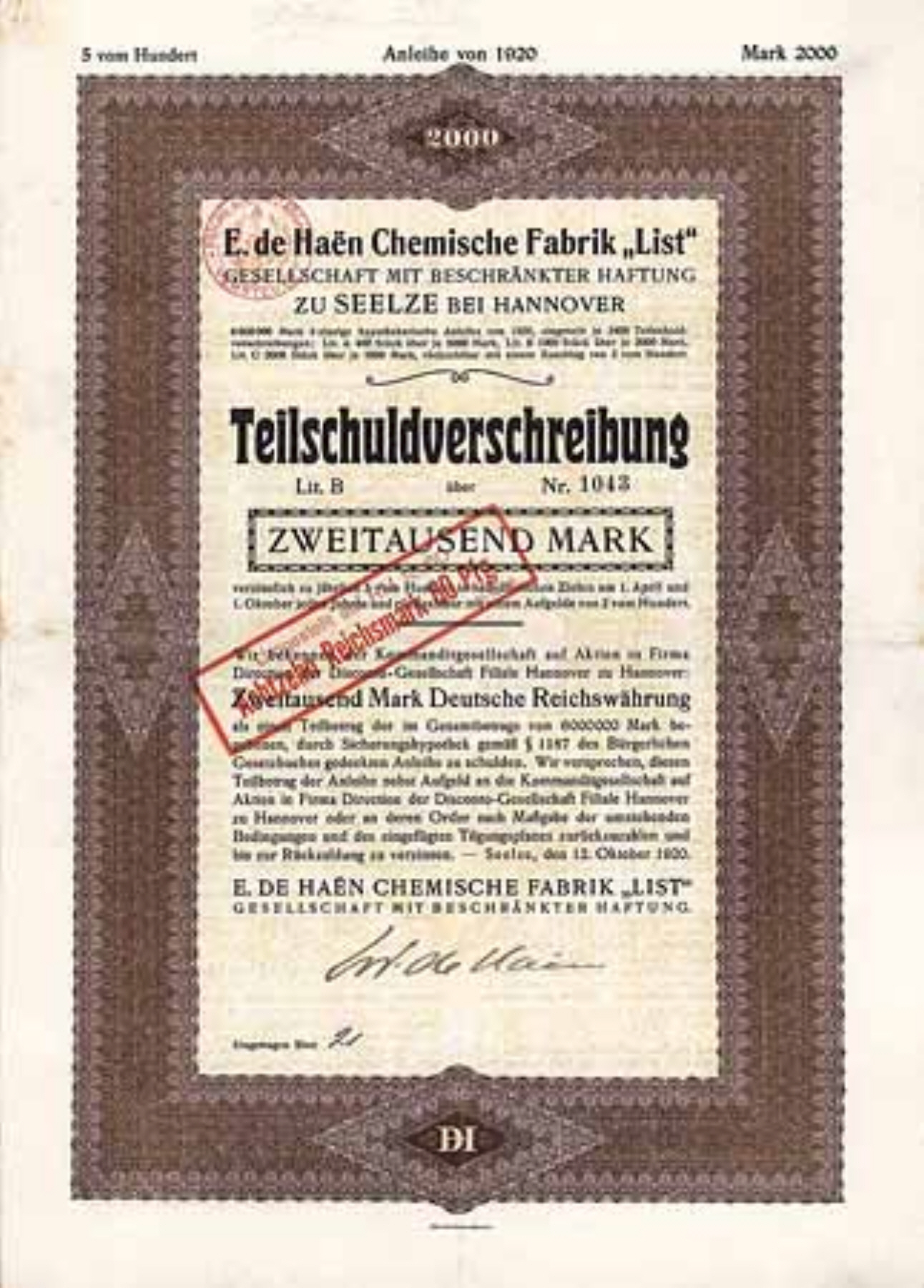
Schuldverschreibung vom Oktober 1920

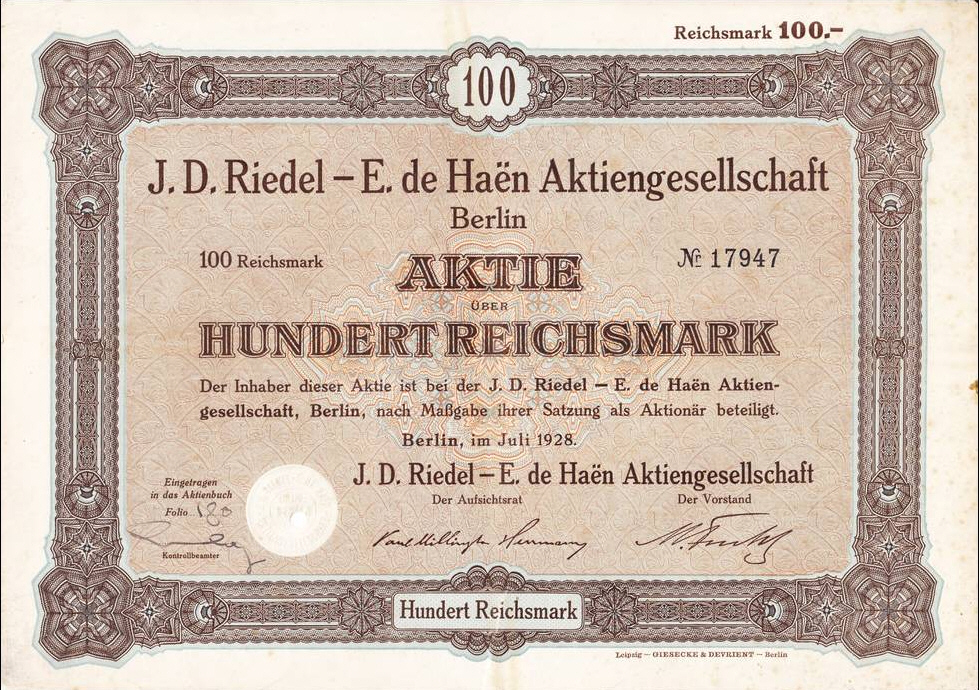
Aktie der Riedel-de Haen AG (Berlin) von 1928

Eugen de Haën (* 26. Dezember 1835 in Duisburg; † 16. November 1911 in Hannover; vollständiger Name Carl Johann Eugen de Haën; gesprochen "de Hahn") war ein deutscher Chemiker und Unternehmer.

## Leben
Eugen de Haën studierte Chemie in Wiesbaden bei Carl Remigius Fresenius und später in Heidelberg bei Robert Wilhelm Bunsen. 1856 wurde er an der Ruprecht-Karls-Universität Heidelberg promoviert.
1862 heiratete Eugen de Haën in Hainholz bei Hannover die Tochter des Försters Georg Heinrich Ernst Schroeder aus Osterwald, Mathilde Schroeder (1834–1909). Das Paar bekam zehn Kinder. Die Tochter Margarete (1871–1915) heiratete 1892 in Hannover den späteren Generalleutnant Max von Diringshofen. Beide ließen sich im Potsdamer Vorort Neu Fahrland eine bau- und vor allem nachfolgend militärhistorische Villa von Diringshofen errichten, welche erhalten blieb.
In den 1870er Jahren ließ sich Eugen de Haën von dem Architekten Heinrich Köhler die Villa Schiffgraben 34 in Hannover errichten, die nicht erhalten ist.
Eugen de Haën war Mitglied im Verein Deutscher Ingenieure (VDI) und 1870 Mitbegründer Hannoverschen VDI-Bezirksvereins.

## Das Unternehmen de Haën
Nach verschiedenen Tätigkeiten, u. a. beim Silesia Verein Chemischer Fabriken in Saarau (Niederschlesien), beteiligte sich Eugen de Haën 1860 an dem chemischen Laboratorium von Julius Knoevenagel (1832–1914) in Linden bei Hannover, mit dem er zunächst 1861 die kleine Chemische Fabrik Dr. Eugen de Haën & Cie. auf dem Grundstück Falkenstraße 9 gründete.
Schon 1862 siedelte er nach List, einem Vorort von Hannover, um und produzierte dort in der größeren E. de Haën Chemische Fabrik List GmbH hochreine Salze und Oxide. Durch den kurzzeitigen Aufschwung nach siegreich ausgegangenen Deutsch-Französischen Krieg expandierte das Unternehmen an der Fabrikstraße (später umbenannt in Liebigstraße). Das Labor leitete als junger Hochschulabgänger Johannes Skalweit. 1886, zum 25-jährigen Bestehen, beschäftigte das Unternehmen dort 170 Mitarbeiter.
Weil einerseits Hannovers Wohnbebauung in unmittelbarer Umgebung rasch wuchs und andererseits ein Eisenbahnanschluss fehlte, musste das Unternehmen einen neuen Standort suchen und fand diesen schließlich günstig in einem 120 Morgen großen Gelände mit guter Eisenbahnanbindung im Dorf Seelze – 1902 verlagerte das Unternehmen seinen Standort dorthin. Die alten Fabrikanlagen wurden im Zuge der vorgezogenen Erbfolge auf die Nachkommen übertragen und zuletzt auf Kosten der Erben abgetragen. Alle Erschließungskosten für das künftige Bauland betrafen vertraglich die Erben, der „Bau eines Schmuck- und Spielplatzes“ wurde daher dem Gönner als „de-Haen-Platz“ gewidmet.
1911 stellte die E. de Haen Chemische Fabrik List GmbH in Seelze mehr als 10.000 Produkte her. Eine Spezialität ist bis in die heutige Zeit die Produktion von Flusssäure aus Flussspat und Oleum. 1911 übernahm der älteste Sohn Wilhelm de Haën (1864–1939) die Leitung des Unternehmens. Unter ihm wurde es 1912 in eine GmbH umgewandelt, deren Gesellschafter aus den Reihen der Familie stammten.
1922 wurde aus der GmbH eine Aktiengesellschaft, aber bereits 1923 erwarb die chemisch-pharmazeutische Fabrik J. D. Riedel AG in der Hochphase der Inflation für 40 Mio. Mark alle Aktien der Eugen de Haën AG.
1928 wurden beide Chemieunternehmen zur J. D. Riedel – E. de Haën AG mit Sitz in Berlin fusioniert.
Während des Zweiten Weltkriegs wurden im de-Haën-Werk in Seelze zahlreiche Zwangsarbeiter und Kriegsgefangene eingesetzt.
1943 erhielt das Unternehmen die heutige Firma Riedel-de Haën AG. Wegen der Bombenschäden im Zweiten Weltkrieg wurde 1948 der Sitz von Berlin-Britz nach Seelze bei Hannover verlegt.
1955 wurde die Aktienmehrheit von dem Unternehmen Cassella Farbwerke Mainkur in Frankfurt am Main übernommen. Durch Rationalisierung und Produktionsausweitung wurde das Werk Seelze zum Hauptwerk der Riedel-de Haën AG.
1995 wurde das Unternehmen geteilt, der Laborchemikalien-Bereich wurde an Sigma-Aldrich verkauft, der Industriechemikalien-Bereich an Honeywell.

## Auszeichnungen
- 1903: Geheimer Kommerzienrat
- 1909: Ehrendoktorwürde der Technischen Hochschule Hannover (als Dr.-Ing. E. h.)
- posthum: Benennung des De-Haën-Platzes in der List[10][11]